# Sa’id Rijahi
Sa’id Rijahi (pers. سعيد رياحي) – irański zapaśnik w stylu wolnym. Srebrny medalista mistrzostw Azji w 2010. Ósmy w Pucharze Świata w 2010 roku.